# Issiglio
Issiglio (piemontesisch Isèj) ist eine Gemeinde in der italienischen Metropolitanstadt Turin (TO), Region Piemont. 

## Lage und Einwohner
Issiglio liegt rund 50 km nördlich von Turin im alpinen Valchiusella an der Savenca. Das Gemeindegebiet umfasst eine Fläche von 5 km² und hat 443 Einwohner (Stand 31. Dezember 2023). 
Die Nachbargemeinden sind Castellamonte, Alice Superiore, Rueglio, Vistrorio und Vidracco. 

## Sport
Im Jahr 2025 soll die Vuelta a España im Zuge ihres Auslandstarts im Piemont durch Issiglio führen. Im Rahmen der 3. Etappe soll auf der SP61 auf dem Weg nach Castelnuovo Nigra eine Bergwertung der 2. Kategorie unter dem Namen Puerto Issiglio (849 m) abgenommen werden.

## Bildgalerie

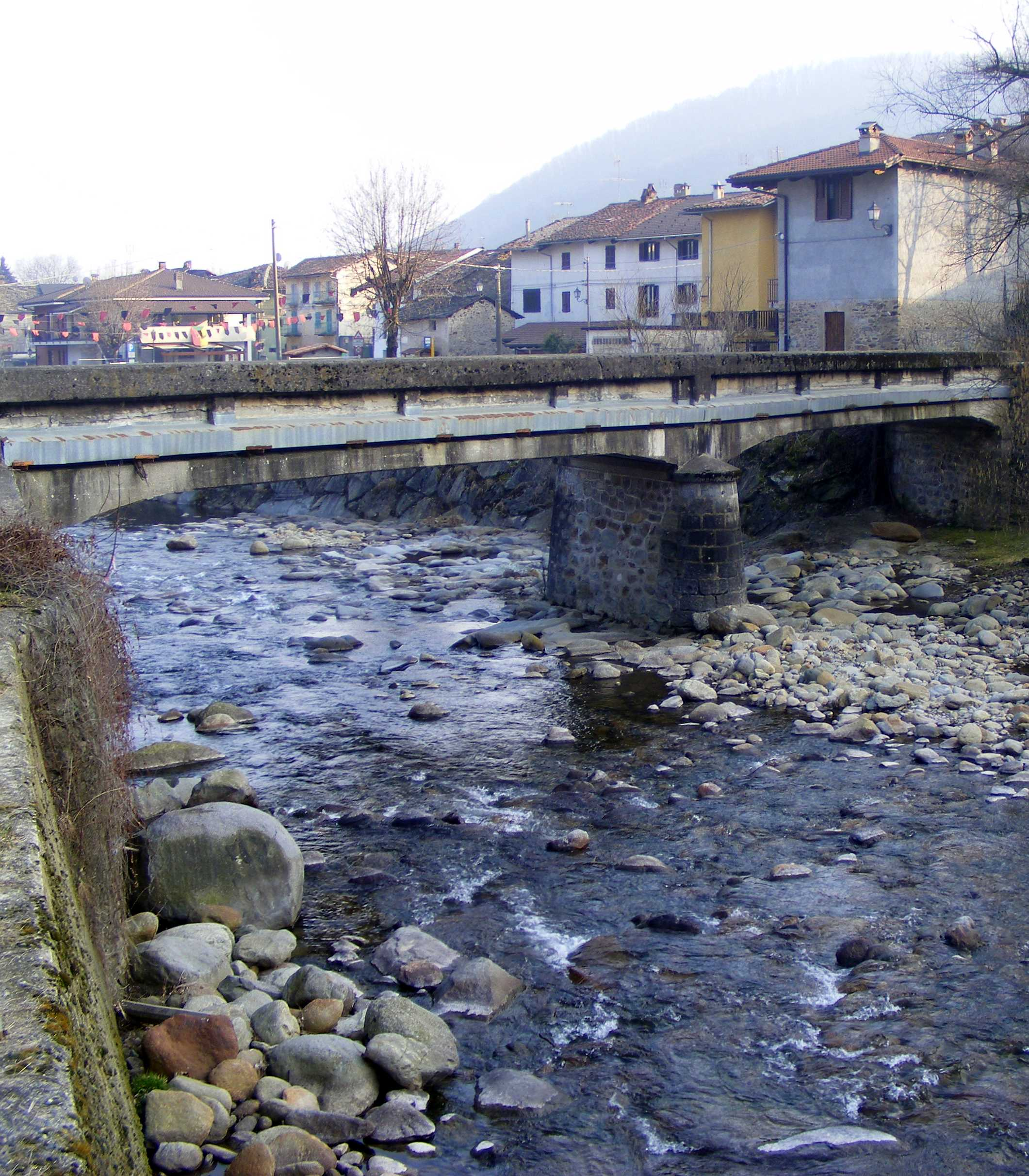
Brücke im Dorf
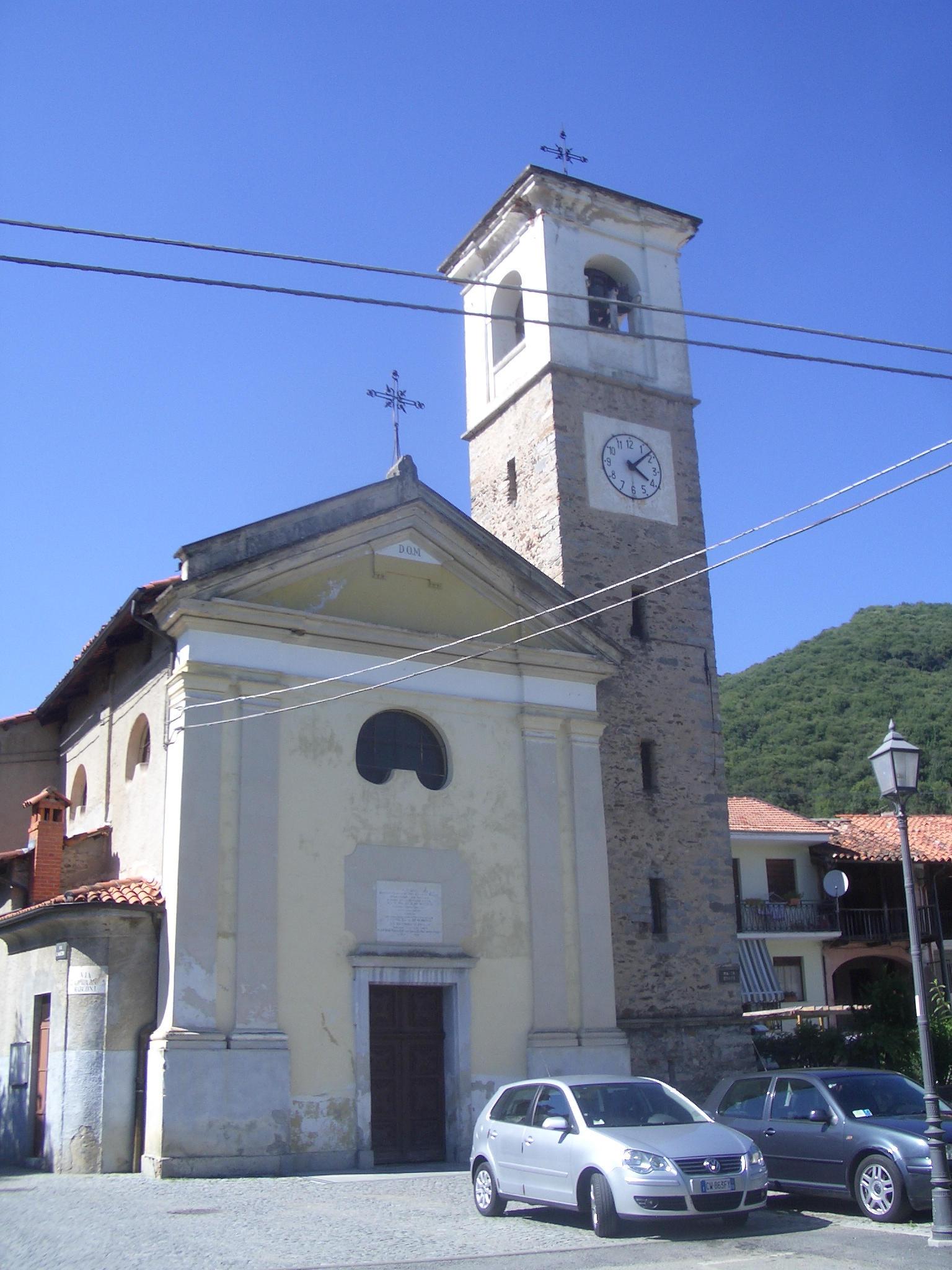
Die Kirche
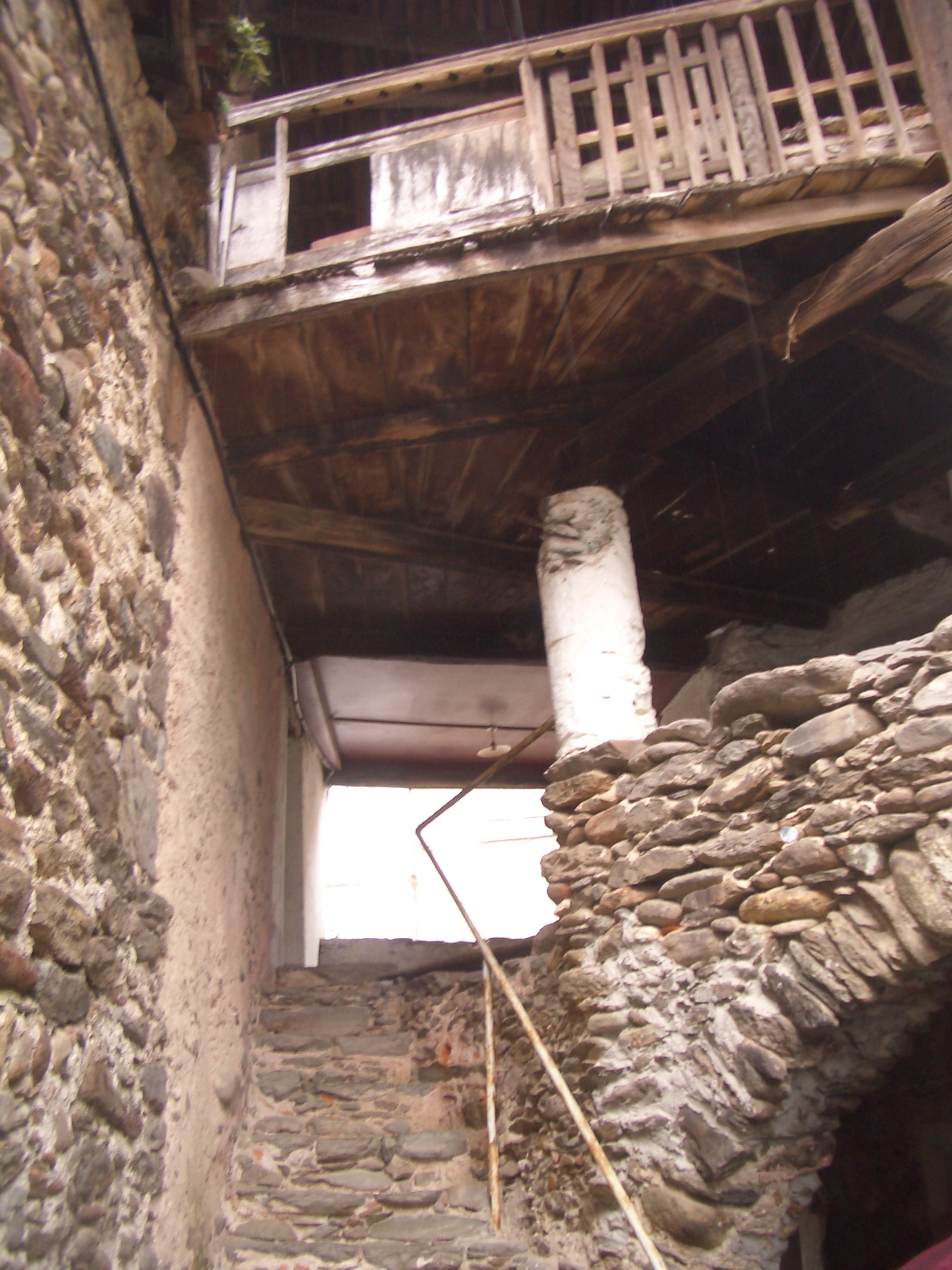
Casa Rurale